# Орозирий
Орозирий, или орозирийский период (др.-греч. ὀροσειρά — «горная цепь»), — третий геологический период палеопротерозойской эры, продолжался 2050—1800 миллионов лет назад (хронометрическая датировка, не базирующаяся на стратиграфии).
Вторая половина периода отмечена интенсивным горообразованием практически на всех континентах. Вероятно, в течение орозирия атмосфера Земли стала окислительной (богатой кислородом), благодаря фотосинтезирующей деятельности цианобактерий.
В орозирии Земля испытала два крупнейших из известных астероидных ударов. В начале периода, 2023 млн лет назад, столкновение с крупным астероидом привело к образованию астроблемы Вредефорт. Ближе к концу периода новый удар привёл к образованию медно-никелевого рудного бассейна в Садбери.